# Koskutkangas
Koskutkangas este o arie protejată (arie specială de conservare — SAC, sit de importanță comunitară — SCI) din Finlanda întinsă pe o suprafață de 195,4 ha, integral pe uscat.

## Localizare
Centrul sitului Koskutkangas este situat la coordonatele 63°13′26″N 30°52′00″E / 63.2239°N 30.8667°E.

## Înființare
Situl Koskutkangas a fost declarat sit de importanță comunitară în mai 2002 pentru a proteja un număr necunoscut de specii din flora spontană și fauna sălbatică aflate în arealul zonei. Situl a fost protejat și ca arie specială de conservare în aprilie 2015.

## Biodiversitate
Situată în ecoregiunea boreală, aria protejată conține 4 habitate naturale: Lacuri și iazuri distrofice naturale, Turbării Aapa, Taiga vestică, Mlaștini împădurite.
La baza desemnării sitului se află un număr nedeclarat de specii protejate.